# Carlheinz Walter
Carlheinz Walter (Pseudonyme: Towen Grill, Gaby Meinhardt, * 2. April 1913 in Cottbus; † unbekannt) war ein deutscher Schriftsteller. 

## Leben
Carlheinz Walter lebte als Chefredakteur in Baden-Baden. Er war Verfasser von Unterhaltungsromanen, die unter dem Pseudonym Gaby Meinhardt in Leihbuchform erschienen, sowie von Kinder- und Jugendbüchern.

## Werke
- Machbuba, die Sklavin des Fürsten Pückler. Cottbus 1935
- Eine Woche Garmisch-Partenkirchen. Bonn 1949 (unter dem Namen Towen Grill)
- Da geht ein Mühlenrad. Balve/Westf. 1957 (unter dem Namen Gaby Meinhardt)
- Du, du liegst mir im Herzen. Balve i.W. 1957 (unter dem Namen Gaby Meinhardt)
- Erika, verlieb dich nicht. Balve i.W. 1957 (unter dem Namen Gaby Meinhardt)
- Frau Meisterin, leb' Sie wohl. Balve/Westf. 1957 (unter dem Namen Gaby Meinhardt)
- Lindenwirtin, du junge. Balve/Westf. 1957 (unter dem Namen Gaby Meinhardt)
- Dem Glück schlägt keine Stunde. Balve i.W. 1958 (unter dem Namen Gaby Meinhardt)
- Ein Herz auf fremder Straße. Balve i.W. 1958 (unter dem Namen Gaby Meinhardt)
- Komm wieder, Peterle! Balve i.W. 1958 (unter dem Namen Gaby Meinhardt)
- Die Maus im Klassenzimmer. Balve i.W. 1958
- Prinzeßchen, weine nicht. Balve i.W. 1958 (unter dem Namen Gaby Meinhardt)
- So dein Glaube siegt. Balve i.W. 1958 (unter dem Namen Gaby Meinhardt)
- Warum muß ich dich lieben? Balve i.W. 1958 (unter dem Namen Gaby Meinhardt)
- Aus Blumen-, Tier- und Märchenwelt. Hannover [u. a.] 1959
- Du darfst mich nie betrügen. Balve i.W. 1959 (unter dem Namen Gaby Meinhardt)
- Der Häuptling im Klassenzimmer. Balve i.W. 1959
- Verliebt in einen Prinzen. Balve i.W. 1959 (unter dem Namen Gaby Meinhardt)
- Glücklich wie noch nie. Balve i.W. 1960 (unter dem Namen Gaby Meinhardt)
- Das Glück wartet am Lago Maggiore. Balve/Sauerland 1961 (unter dem Namen Gaby Meinhardt)
- Kasperles lustige Reisen. Hannover 1963
- In den Händen von Schmugglern. Balve/Westf. 1964
- Der schwarze Spuk im Ferienschloß. Balve/Westf. 1964
- Babsy rettet sieben Kätzchen. Balve i.W. 1965
- Lieferwagen OC-629. Balve i. Westf. 1965
- Die lustige Kasperle-Schule. Hannover 1966
- Das Leben lächelnd meistern. Bergisch Gladbach 1977